# Фламмарион (издательство)
Медиагруппа «Фламмарион» (фр. groupe Flammarion) — четвёртый по величине издательский концерн Франции, включающий в себя несколько издательств, в том числе, давшее своё название всей медиагруппе.
Сегодня в составе группы «Фламмарион» — ряд отдельных издательств, подразделения по дистрибуции, продаже, печати, типографии, сеть книжных магазинов (La Hune и Flammarion Center), расположенных во Франции, Бельгии и Канаде.

## История
Основано как семейное издательство в 1876 году Эрнестом Фламмарионом, французским книготорговцем и издателем. Успешная деятельность предприятия началась с издания «Популярной астрономии» его брата астронома и писателя Камиля Фламмариона. Издательство было создано, в первую очередь, для публикации работ Камиля Фламмариона, книги которого были очень популярны и стали настоящими бестселлерами своего времени.
В последующем печатало сочинения Эмиля Золя, Мопассана, Альфонса Алле, Жюля Ренара, Тристана Бернара, Колетт, Мало́ и многих других авторов. Стало выпускать широкий спектр научных, медицинских, географических и исторических трудов, книги по искусству, детскую литературу.
В 1882 году был создан Торговый дом «Фламмарион».
Издания «Фламмарион» предназначены для любой читательской аудитории: печатаются как французские, так и иностранные романы, поэзия, драмы, иллюстрированные и литературные журналы и др.
В 1977 году «Фламмарион» купила компания Arthaud. С 2000 года издательская группа «Фламмарион» принадлежит итальянскому концерну RCS MediaGroup. В 2012 году прошли переговоры по перепродаже группы Фламмарион RCS MediaGroup медиагруппе Галлимар . Цена сделки около 250 млн. €.

## Основные издательства, входящие в медиагруппу «Фламмарион»
- Flammarion
- Casterman
- J’ai lu
- Librio
- LT Lanore
- Fluide glacial
- Delagrave
- Arthaud
- Pygmalion.

## Серия Гарнье-Фламмарион
Особенно популярна серия издательства «Гарнье-Фламмарион» (фр. Garnier-Flammarion или фр. GF), созданная совместно с издательством Гарнье. В этой серии выходят преимущественно классические авторы, кроме текста всегда присутствует научно-популярное дополнение. Карманный формат делает книги этой серии достаточно дешёвыми и популярными.